# 富尔维奥·内斯蒂
富尔维奥·内斯蒂（義大利語：Fulvio Nesti，1925年6月8日—1996年1月1日），意大利男子足球运动员，场上位置是中场。他曾代表意大利国家队参加1954年国际足联世界杯，结果获得第十名。